# عبد الرحمن فرامرزي
عبد الرحمن بن عبد الواحد فَرامَرْزي (11 أغسطس 1897 - 11 يوليو 1972) أكاديمي ومحامي وصحفي وشاعر إيراني.

## حياته
ولد في كجويه بإقليم فرامرزان وتعلم بها وانتقل إلى البحرين عام 1908. كان معلماً لعجم البحرين. هاجر سرا إلى قطر ثم بعد سنة إلى طهران. أصدر مجلة تقدِّم من سبتمبر 1927 حتى 1929 في طهران. كتب لجرائد الشفق الأحمر، مستقبل إيران، بهرام و كيهان. ترجم ثمرة الحياة لجون لوبوك افبري في 1929 من العربية إلى الفارسية. له أيضاً قصة الأصدقاء کما شارك في تأليف بعض الكتب المدرسية. انتخب نائبا في الدورة السابعة عشر لمجلس الشورى الوطني عام 1952. توفي بسبب نوبة قلبية في 11 يوليو 1972 في طهران.